# Crenella divaricata
Crenella divaricata är en musselart som först beskrevs av d'Orbigny 1842.  Crenella divaricata ingår i släktet Crenella och familjen blåmusslor. Inga underarter finns listade i Catalogue of Life.